# Unterschriftenautomat

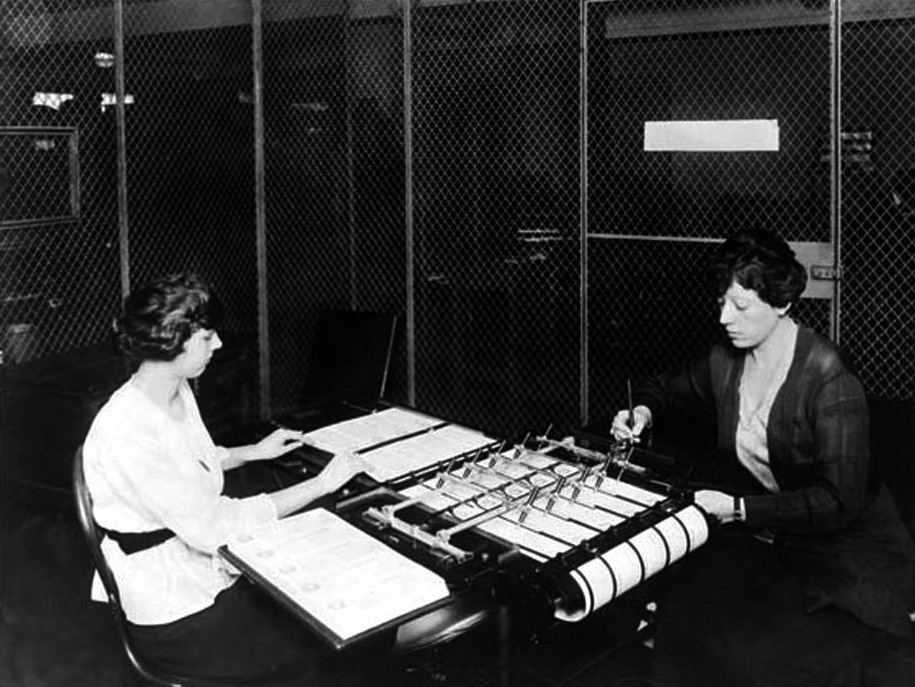
Unterschriftenautomat der US-Regierung, 1917

Ein Unterschriftenautomat (auch Unterschriftenmaschine, Signiermaschine, Handschriftensystem oder Autopen) ist eine Maschine zum Erzeugen von Unterschriften, die Anfang des 20. Jahrhunderts entwickelt wurde. Im Gegensatz zum Druck wird bei einem Unterschriftenautomaten ein Stift von dem Automaten über das Papier geführt.
Der Vorläufer des Unterschriftenautomaten war der von Thomas Jefferson genutzte Polygraph.
Diese mechanischen Unterschriftenautomaten dienen dazu, den Winkel, in dem der Stift bei der Unterschrift gehalten wird, sowie den jeweils ausgeübten Druck in einer „Trainingsphase“ festzuhalten und bei der Reproduktion wiederzugeben. In der Trainingsphase messen Sensoren Druck und Winkel. Diese Messdaten werden gespeichert und bei der Wiedergabe umgesetzt.
Der Unterschriftenautomat wird häufig zur massenhaften Vervielfältigung von Autogrammen berühmter Persönlichkeiten auf Autogrammkarten verwendet. Darüber hinaus wird er von Politikern und Personen, die viele Unterschriften anfertigen müssen, verwendet.

## Bekannte Anwender
Als Adolf Hitler durch das Fortschreiten seiner Parkinson-Erkrankung nicht mehr imstande war, eine leserliche Unterschrift anzufertigen, benutzte er ab 1943 einen Unterschriftenautomaten.
Der ehemalige amerikanische Verteidigungsminister Donald Rumsfeld gab 2004 zu, zur Unterzeichnung von Kondolenzbriefen an die Angehörigen gefallener Soldaten einen Unterschriftenautomaten eingesetzt zu haben.
In Deutschland wurde die Verwendung solcher Geräte durch die Flick-Affäre und den Steuerfall Steffi Grafs bekannt.
Als der US-Kongress am 26. Mai 2011 die zeitlich befristeten Überwachungsbefugnisse des Antiterrorgesetzes Patriot Act verlängerte, ließ US-Präsident Barack Obama, der zu der Zeit in Frankreich beim G8-Gipfel in Deauville 2011 war, die ihm obliegende Unterzeichnung des betreffenden Gesetzes noch am selben Tag von einem Unterschriftenautomaten in Washington vornehmen. Dieses zuvor noch nie praktizierte Verfahren wurde für notwendig erachtet, um ein Auslaufen der genannten Überwachungsbefugnisse mit dem 26. Mai 2011 und eine daraus folgende angebliche Gefährdung der nationalen Sicherheit der USA zu vermeiden.
Donald Trump warf seinem Vorgänger Joe Biden vor, häufig den Autopen benutzt zu haben, obwohl er ihn auch selbst verwendet. Dieser wies die Vorwürfe zurück und stellte klar, dass dieser immer nur mit seiner bewussten Zustimmung verwendet wurde.